# Kreis Tolna
Der Kreis Tolna (ungarisch Tolnai járás) ist ein Kreis im Osten des südungarischen Komitats Tolna. Er grenzt im Norden an den Kreis Paks sowie im Westen und Süden an den Kreis Szekszárd. Im Osten bildet der Kreis Kalocsa (Komitat Bács-Kiskun) die Grenze.

## Geschichte
Der Kreis wurde im Zuge der ungarischen Verwaltungsreform Anfang 2013 aus dem Kleingebiet Szekszárd (ungarisch Szekszárdi kistérség) neu gebildet.

## Gemeindeübersicht
Der Kreis Tolna hat eine durchschnittliche Gemeindegröße von 4.469 Einwohnern auf einer Fläche von 51,31 Quadratkilometern. Die Bevölkerungsdichte des kleinsten und bevölkerungsärmsten Kreises ist nach Szekszárd die höchste im Komitat. Der Kreissitz befindet sich in der einzigen Stadt, Tolna, im Osten des Kreises gelegen.
| 4 Gemeinden | Status       | Herkunft Kleingebiet | Einwohnerzahl | Einwohnerzahl | Einwohnerzahl | Fläche (km²) | Bevölkerungs- dichte (Ew./km²) |
| 4 Gemeinden | Status       | Herkunft Kleingebiet | 01.10.2011    | 01.01.2013    | 01.01.2016    | 01.01.2016   | Bevölkerungs- dichte (Ew./km²) |
| ----------- | ------------ | -------------------- | ------------- | ------------- | ------------- | ------------ | ------------------------------ |
| Bogyiszló   | Gemeinde     | Szekszárd            | 2.195         | 2.216         | 2.134         | 55,93        | 38,2                           |
| Fácánkert   | Gemeinde     | Szekszárd            | 671           | 623           | 624           | 10,70        | 58,3                           |
| Fadd        | Großgemeinde | Szekszárd            | 4.211         | 4.199         | 4.036         | 67,54        | 59,8                           |
| Tolna       | Stadt        | Szekszárd            | 11.126        | 11.172        | 11.080        | 71,07        | 155,9                          |
| Kreis Tolna |              |                      | 18.203        | 18.210        | 17.874        | 205,24       | 87,1                           |